# Alyssum murale
Alysson des murs
Espèce
Alyssum murale, l'Alysson des murs, est une espèce de plante à fleurs du genre Alyssum et de la famille des Brassicacées.
Elle peut accumuler 1 – 2 % de nickel.

## Plante hyperaccumulatrice
L'Alyssum murale est une plante hyperaccumulatrice, c'est-à-dire une plante capable de se développer dans des sols contenant de très fortes concentrations de nickel, de l’absorber par ses racines et de concentrer des niveaux extrêmement élevés de ce métal dans ses tissus.
Cette plante a pour intérêt de pouvoir extraire le nickel des sols de sites contaminés (phytoremédiation) afin de ramener l'écosystème à un état moins toxique. En France, les études menées visent à valoriser les terrains contaminés par les activités industrielles (voir : Détoxification chez les plantes).
Cette plante a également le potentiel d’être utilisée pour extraire le nickel de sols qui en contiennent naturellement (sols ultramafiques), avec des concentrations très élevées (environ 100 fois plus que dans des sols normaux). La plante est cultivée puis récoltée pour extraire le nickel de ses tissus (phytominage). Cette culture permet de valoriser les terrains peu fertiles pour d'autres cultures, en accumulant jusqu'à 120 kg de nickel par hectare. 
En Albanie, où la plante pousse naturellement sur des sols ultramafiques, un partenariat a été créé entre l'Université de Tirana, l'Université de Lorraine et l'INRA, qui a permis de créer une installation pilote en Lorraine, pour la récupération de sel de nickel à haute valeur économique, à partir de la plante biosourcée, récoltée en Albanie. Pour les agriculteurs qui produisent l'Alysson des murs, c'est une plante dépolluante qui leur permet ensuite de cultiver leurs céréales sur un sol assaini. Ce procédé de récupération (phytoextraction) a fait l'objet d'un brevet international,. La startup Econick a été créée à Nancy pour le développement du procédé.